# Xã Flat Creek, Quận Barry, Missouri
Xã Flat Creek (tiếng Anh: Flat Creek Township) là một xã thuộc quận Barry, tiểu bang Missouri, Hoa Kỳ. Năm 2010, dân số của xã này là 5.997 người.